# İbrahim Akın (Politiker)

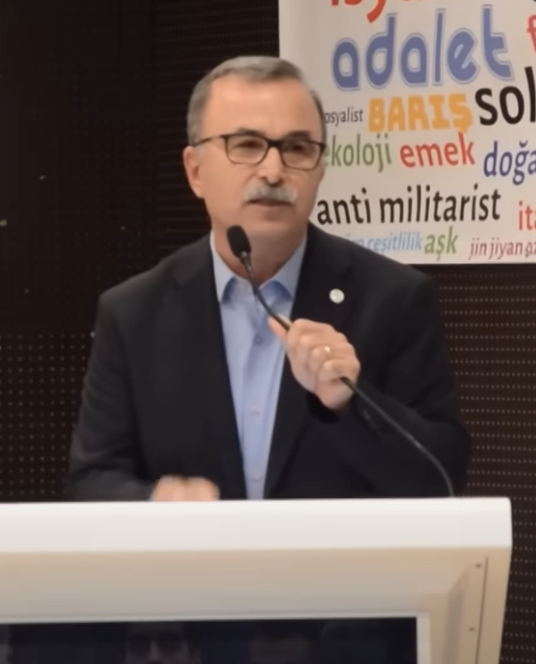
İbrahim Akın

İbrahim Akın (* 1961 in Ulubey) ist ein türkischer Politiker.

## Leben
Akın wurde 1961 in Ulubey geboren. Nach dem Besuch der Grundschule in seinem Heimatdorf absolvierte er die Uşak Merkez Lisesi. Während seiner Schulzeit engagierte er sich in der Devrimci Gençlik (Revolutionäre Jugend). Nach dem Militärputsch vom 12. September 1980 wurde er im Zusammenhang mit der Devrimci-Yol-Bewegung verhaftet und verbrachte etwa sieben Jahre im Gefängnis. Aufgrund dieser Haftzeit konnte er kein Hochschulstudium aufnehmen. Nach seiner Entlassung arbeitete Akın unter anderem als Versicherungsagent und Kindergartenleiter. 1989 zog er nach Izmir und war Gründungsmitglied der Toplumsal Araştırmalar Vakfı (Stiftung für Sozialforschung) und die Dostluk ve Dayanışma Vakfı (Stiftung für Freundschaft und Solidarität).
Seine politische Laufbahn begann Akın in der Özgürlük ve Dayanışma Partisi (ÖDP), wo er als Provinzvorsitzender in Izmir tätig war. Bei den Parlamentswahlen im Juni und November 2015 kandidierte er für die Halkların Demokratik Partisi (HDP) im Wahlkreis İzmir II. 2022 wurde er zusammen mit Çiğdem Kılıçgün Uçar zum Co-Sprecher der Grünen Linkspartei gewählt.
Bei den Parlamentswahlen am 14. Mai 2023 wurde Akın als Abgeordneter für den Wahlkreis Izmir II in die Große Nationalversammlung der Türkei gewählt.